# Willems (udde)
Willems är en udde i Antarktis. Den ligger i Västantarktis. Argentina, Chile och Storbritannien gör anspråk på området.
Terrängen inåt land är platt norrut, men åt sydost är den kuperad. Havet är nära Willems västerut. Trakten är glest befolkad. Närmaste befolkade plats är Almirante Brown Antarctic Base, 19,9 kilometer öster om Willems. 